# Einer von uns beiden
Einer von uns beiden é um filme de drama alemão de 1974 dirigido e escrito por Wolfgang Petersen e Manfred Purzer. Foi selecionado como representante da Alemanha Ocidental à edição do Oscar 1975, organizada pela Academia de Artes e Ciências Cinematográficas.

## Elenco
- Klaus Schwarzkopf - Professor Rüdiger Kolczyk
- Jürgen Prochnow - Bernd Ziegenhals
- Elke Sommer - Miezi
- Ulla Jacobsson - Reinhild Kolczyk
- Kristina Nel - Ginny Kolczyk
- Anita Kupsch - Beate Blau